# Jenny Anne Barretto
Jenny Anne Barretto es una geóloga y geofísica filipina residente en Nueva Zelanda. Es conocida por el descubrimiento de la caldera de Apolaki, la caldera más grande del mundo.

## Carrera e investigación
Barretto cursó estudios superiores en la Universidad de Filipinas. Durante su empleo en el Instituto Nacional de Ciencias Geológicas de la UP en Ciudad Quezón participó en la exploración inicial de la meseta submarina Benham, un requisito para la reclamación formal del territorio por parte del gobierno filipino en 2012. La afinidad morfológica de la meseta Benham con la isla más grande del país, Luzón, llevó a la conclusión de que la estructura es una extensión de la plataforma continental de Filipinas.
En 2013, Barretto comenzó a trabajar como geóloga y geofísica para la empresa neozelandesa GNS Science, y dos años más tarde dirigió un proyecto de investigación en profundidad de la meseta Benham. Su equipo incluía a Ray Wood de GNS Science y John Milsom de Gladestry Associates. En octubre de 2019, publicaron un extenso artículo de sobre su morfología y estructura, en donde describieron la caldera Apolaki, nombrada por Barretto en honor de una divinidad filipina del sol y la guerra.
Barretto es miembro de la Asociación Americana de Geólogos del Petróleo y la Sociedad Geológica de Filipinas.

## Reconocimientos
En 2021, el Comité de Ciencia y Tecnología del senado de las Filipinas aprobó una reconocimiento del congreso a Barretto por su labor de investigación.